# Ninjatown
Ninjatown est un jeu vidéo de type tower defense développé par Venan Entertainment et édité par SouthPeak Games, sorti en 2008 sur Nintendo DS.

## Accueil
- GameSpot : 8/10[1]
- IGN : 8,7/10[2]